# Winnie the Pooh: Tempo di regali
Winnie the Pooh: Tempo di regali (Winnie the Pooh: Seasons of Giving) è un film di montaggio direct-to-video del 1999 con protagonista Winnie the Pooh che unisce con minimi tagli lo speciale TV del 1998 A Winnie the Pooh Thanksgiving e due episodi della serie TV Le nuove avventure di Winnie the Pooh: "Il giorno di Pimpi marmotta" (in realtà il secondo segmento del 25º episodio) e "Chi trova un amico trova un tesoro". Essi sono intervallati dalla canzone degli Sherman Brothers "Seasons of Giving" e da sequenze di raccordo prodotte e dirette da Gary Katona ed Ed Wexler per la Walt Disney Television Animation. Il film fu prodotto e distribuito dalla Buena Vista Home Entertainment e uscì negli Stati Uniti il 9 novembre 1999.

## Trama
Nella prima metà il film presenta "Il giorno di Pimpi marmotta" e A Winnie the Pooh Thanksgiving. Nel primo, un incidente (il vento che fa volare via molte pagine del calendario) fa credere a Tappo che sia il giorno della marmotta quando in realtà è iniziato da poco novembre. Siccome non ci sono marmotte nel bosco, Pimpi assume il ruolo del roditore e non riesce a vedere la propria ombra a causa del berretto che gli è scivolato giù coprendogli gli occhi. Visto che la tradizione vuole che, quando la marmotta non vede la sua ombra mentre esce dalla tana per la prima volta dopo l'inverno, stia per iniziare la primavera, tutti si preparano. Quando poco dopo arriva l'inverno, con una grande quantità di neve, Tappo accusa Pimpi di aver sbagliato. Il porcellino, dispiaciuto, se ne va in cerca di una marmotta per chiederle quando inizi la primavera, finché l'equivoco non viene chiarito. Nel secondo, la festa del giorno del ringraziamento che Tappo aveva cercato di organizzare minuziosamente con decorazioni e cibi sfarzosi viene rovinata dai suoi maldestri amici, ma questi ultimi, grazie a Pooh, ne organizzano un'altra, con cibi semplici, in modo spontaneo, e decidono di tenere la festa in onore di Tappo per tutto l'impegno che ha messo nell'organizzarla. I due segmenti sono intervallati dalla canzone "Seasons of Giving", montata su immagini di produzioni precedenti del franchise che riguardano il passare delle stagioni.
Nella seconda metà, Pooh e i suoi amici stanno passando la vigilia di Natale a casa di Tappo, quando Tigro porta al coniglio un biglietto da parte di Kessie, un uccellino femmina che Tappo aveva salvato tempo prima. Siccome Roo non la conosce, Tappo racconta (tramite l'episodio "Chi trova un amico trova un tesoro" usato come un flashback) di come aveva salvato Kessie da una tempesta di neve quando era ancora neonata e di come l'aveva allevata come una figlia, finché lei, appena cresciuta, nonostante tutti i tentativi di Tappo di impedirlo, era volata verso sud. Al termine del racconto, Pooh e i suoi amici escono per terminare di addobbare l'albero. Proprio quando Tappo si accorge con sgomento di aver dimenticato di mettere la stella sulla cima, essa viene portata proprio da Kessie, che si ricongiunge così con il suo padre adottivo.

## Personaggi e doppiatori
La seguente tabella si riferisce esclusivamente alle sequenze di raccordo.
| Personaggio       | Doppiatore originale | Doppiatore italiano |
| ----------------- | -------------------- | ------------------- |
| Ih-Oh             | Gregg Berger         | Paolo Buglioni      |
| Christopher Robin | Brady Bluhm          | Riccardo Salabè     |
| Winnie the Pooh   | Jim Cummings         | Marco Bresciani     |
| Tigro             | Jim Cummings         | Luca Biagini        |
| Ro                | Nikita Hopkins       | Alex Polidori       |
| Kanga             | Tress MacNeille      | Aurora Cancian      |
| Narratore         | Laurie Main          | Michele Kalamera    |
| Tappo             | Ken Sansom           | Valerio Ruggeri     |
| Pimpi             | Steven Schatzberg    | Luca Dal Fabbro     |
| Uffa              | Andre Stojka         | Massimo Corvo       |

## Distribuzione

### Edizione italiana
Il doppiaggio italiano del film fu eseguito dalla Royfilm e diretto da Leslie La Penna su dialoghi di Manuela Marianetti, mentre la parte musicale è curata da Ermavilo. Come per l'edizione in inglese, vennero mantenuti i doppiaggi originari dei singoli segmenti (ad opera della stessa società), incluso quello di A Winnie the Pooh Thanksgiving nonostante lo speciale non sia mai stato effettivamente distribuito in italiano.

### Edizioni home video
Il film fu distribuito in America del Nord in VHS il 9 novembre 1999 e in DVD-Video il 4 novembre 2003; Il DVD includeva come extra i giochi interattivi Decora il tuo albero di Natale e Colora con Pimpi. L'edizione italiana fu distribuita in VHS e in DVD il 2 dicembre 2004.
In occasione del decimo anniversario del film, una nuova edizione DVD uscì in Italia il 26 novembre 2009 e in America del Nord il 29 novembre. Il DVD presenta come extra, oltre ai giochi già inclusi nell'edizione precedente, due episodi de Le nuove avventure di Winnie the Pooh: "Un magico paraorecchie" (in realtà il secondo segmento del 15º episodio) e "L'orsetto dei desideri". L'edizione nordamericana include anche una calza natalizia.